# Bernhard Vechtel
Bernhard Vechtel (Warendorf, 31 luglio 1920 – Spira, 21 agosto 1975) è stato un aviatore tedesco. Asso della Luftwaffe, durante la seconda guerra mondiale gli vennero accreditate 108 vittorie aeree.

## Biografia

### Primi anni di vita
Bernhard Vechtel nacque il 31 luglio 1920 a Vohren, attualmente parte di Warendorf, all'epoca nella provincia di Vestfalia nella Repubblica di Weimar. 

### Seconda guerra mondiale
Dopo aver conseguito l'abilitazione al volo, il 2 maggio 1942, fu assegnato al Jagdgeschwader 51 "Mölders" (51º stormo caccia). Lì fu assegnato al 10. Staffel (10º squadrone) che era subordinato al IV. Gruppe (4º gruppo) del JG 51. All'epoca il 10. Staffel era guidato dal tenente Horst Haase mentre il IV. Il Gruppe era comandato dall'Hauptmann Johann Knauth e aveva sede in un aeroporto situato nella cittadina della russia occidentale, Vjaz'ma, sul fronte orientale. Nel mese di maggio, il Gruppe fu brevemente ritirato dal combattimento per un periodo di manutenzione e revisione delle attrezzature a Smolensk. Furono quindi successivamente inviati a Dugino, dove avevano il compito di fornire copertura da combattimento sul fianco sinistro del Gruppo d'Armate Centro in prossimità della 9ª Armata.
Il 30 luglio 1942, il fronte sovietico Kalinin lanciò la prima operazione, l'offensiva Ržev-Sychyovka con l'obiettivo di schiacciare il saliente di Ržev detenuto dalla 9ª armata tedesca. Il 2 agosto 1942 Vechtel ottenne la sua prima vittoria aerea distruggendo un aereo da attacco al suolo Ilyushin Il-2 a nord-est di Ržev.
Il 3 gennaio 1944 ricevette il Coppa d'Onore della Luftwaffe (Ehrenpokal der Luftwaffe), alcuni giorni dopo, il 28 gennaio 1944, gli venne assegnata la Croce tedesca in oro (Deutsches Kreuz), e successivamente, il 27 luglio 1944, a seguito della sua 93ª vittoria aerea, ricevette la Croce di Cavaliere della Croce di Ferro (Ritterkreuz des Eisernen Kreuzes). Il 28 agosto, il IV. Gruppe si trasferì all'aeroporto di Modlin, situato a circa 35 chilometri a nord-ovest di Varsavia. Qui, il Gruppe effettuava prevalentemente missioni di combattimento nell'area a nord e nord-est della capitale polacca. Il primo settembre, Vechtel fu abbattuto e ferito mentre era ai comandi del suo Messerschmitt Bf 109 G-6 (Werknummer 163631—numero di fabbrica) dall'artiglieria antiaerea a 6 chilometri a nord-ovest di Wyszków.

#### Capo squadrone
L'11 dicembre 1944 Vechtel fu nominato Staffelkapitän (capo squadrone) del 14. Staffel del JG 51, anch'esso uno squadrone del IV. Gruppo. Vechtel sostituì l'Oberleutnant Horst Walther che era anch'esso stato trasferito. A quel tempo, il Gruppe era comandato dal maggiore Heinz Lange e aveva sede a Modlin. Il 12 gennaio 1945 le forze sovietiche lanciarono l'offensiva Vistola-Oder. Due giorni dopo, i sovietici raggiunsero Modlin, costringendo il VI. Gruppe a trasferirsi all'aeroporto di Danzica-Langfuhr, l'attuale Wrzeszcz, in Polonia. Il 25 marzo 1945, a Vechtel fu attribuita la sua 100ª vittoria aerea. Fu il 99º pilota della Luftwaffe a raggiungere il traguardo del centesimo abbattimento aereo confermato. Il 1º maggio il JG 51 ricevette l'ordine di trasferirsi a Flensburg, nel nord della Germania. Alcuni piloti decisero da soli che la guerra era ormai persa e decisero di disertare, incluso Vechtel. Il giorno seguente Vechtel si rifiutò di volare verso Flensburg e guidò uno Schwarm vicino alla sua città natale Warendorf, nei pressi di Münster. Lì arrivò con altri due piloti, mentre un terzo pilota fu abbattuto e catturato dalle forze britanniche.

### Periodo postbellico
Bernhard Vechtel morì il 21 agosto 1975 all'età di 55 anni a Spira, nella Germania occidentale.

## Rivendicazioni di vittorie aeree
Secondo lo storico statunitense David T. Zabecki, a Vechtel vennero attribuite 108 vittorie aeree. Secondo Mike Spick, Vechtel ottenne 108 vittorie aeree in 860 missioni di combattimento, tutte sul fronte orientale. Mathews e Foreman, autori di Luftwaffe Aces - Biographies and Victory Claims, effettuarono ricerche negli archivi federali tedeschi dove trovarono documenti per 108 rivendicazioni di vittorie aeree, tutte sul fronte orientale.